# Character song
Character song (яп. キャラクターソング кяракута: сонгу, также встречается название Image song) — это песня на связующем сингле или альбоме (диски с такими песнями могут называться Character CD) для аниме, игры, дорамы, манги и т. д., исполняемые самими сэйю от лица озвучиваемых ими персонажей и призванные выражать характер, личность героя и т. п.

## Структура
Диски с Character songs следует отличать от дисков с OST (саундтреками). На дисках с OST выпускаются песни и мелодии, звучащие в самом аниме. В случае же с Character song эти песни обычно не звучат в аниме, а являются лишь дополнениями, выпускаемыми отдельно. Бывает, что стиль и характер песен меняются по ходу развития сюжета.
Обычно каждый такой диск включает одну-две песни; кроме того, там могут быть и дополнительные материалы, например, монолог или диалог с участием соотв. актёров (т. н. «мини-драма»), вариант песни опенинга/эндинга в исполнении данного персонажа и т. п.
Обычно один такой диск посвящён лишь одному персонажу, хотя бывают и исключения. Например, в дисках к сериалу Higurashi no naku koro ni персонажи объединялись попарно: Кэйити и Оойси, Мион и Сион, Рика и Сатоко (во втором сезоне — Рика и Ханю) и т. д.
Информацию о том, выпускались ли для какого-либо аниме диски с Character songs, и какие именно, можно обычно найти на официальном сайте соответствующего аниме. Как правило, такая информация содержится в разделе сайта, озаглавленном GOODS, 商品, アイテム и т. п.
Первым альбомом «character song», поднявшимся на вершину еженедельного японского хит-парада Oricon, стал Houkago Tea Time (яп. 放課後ティータイム Хо:каго Ти:тайму, «время чаепития после уроков») о персонажах аниме K-On! (2009), продажи которого за первую неделю составили 67 тыс. копий. Группа персонажей K-On! стала первой, кому удалось достичь первой строчки Oricon среди синглов 2010 года — с открывающией музыкальной темой второго сезона аниме «Go! Go! Maniac!». За первую неделю продажи сингла составили 83 тыс. копий.